# Rima Carmen
Rima Carmen és una estructura geològica del tipus rima a la superfície de la Lluna, situada amb el sistema de coordenades planetocèntriques a 20.19 ° de latitud N i 29.38 ° de longitud E. Fa un diàmetre de 15.02 km. El nom va ser fet oficial per la UAI l'any 1964 i fa referència a Carmen, un nom en castellà.